# Nouvelle-Géorgie
Au XIXe siècle, la Nouvelle-Géorgie désignait aussi la côte nord-américaine depuis l’embouchure du fleuve Columbia jusqu’à l’extrémité nord du détroit de Géorgie, en Colombie-Britannique.
La Nouvelle-Géorgie est la plus grande île de la Province occidentale des Salomon. Située en mer des Salomon, elle borde le détroit de Nouvelle-Géorgie avec les îles de Kolombangara à l’ouest, Vangunu à l'est et Rendova au sud. Les deux plus grandes villes comptent environ 3 000 habitants : Munda, sur la lagune de Roviana, et Boro, qui se trouve à 17 kilomètres au nord de Munda.
Les habitants de l'île vivent principalement de la pêche et de la sylviculture. Le tourisme n'est pas encore très développé bien que la Nouvelle-Géorgie soit une destination courue pour pratiquer la plongée sous-marine. Grâce à son aéroport, Munda est le centre touristique de l'île ; il peut être joint en une heure d'avion depuis Honiara, la capitale de l’archipel.
Le territoire de la Nouvelle-Géorgie est encore principalement sauvage et couvert par la forêt tropicale humide. Les autochtones parlent les langues typiques de Nouvelle-Géorgie, qui représentent un sous-groupe des langues malayo-polynésiennes orientales. Ces dix langues se répartissent en dialectes occidentaux et orientaux de la province.
Pendant les campagnes du Pacifique de la Seconde Guerre mondiale, la Nouvelle-Géorgie a été occupée à partir de 1942 par les troupes japonaises qui y construisirent l'aéroport de Munda. L'île se fit alors connaître pendant la bataille de Nouvelle-Géorgie. En juillet et août 1943, les soldats américains débarquèrent sur l'île pour combattre les soldats japonais et conquérir l'aéroport.

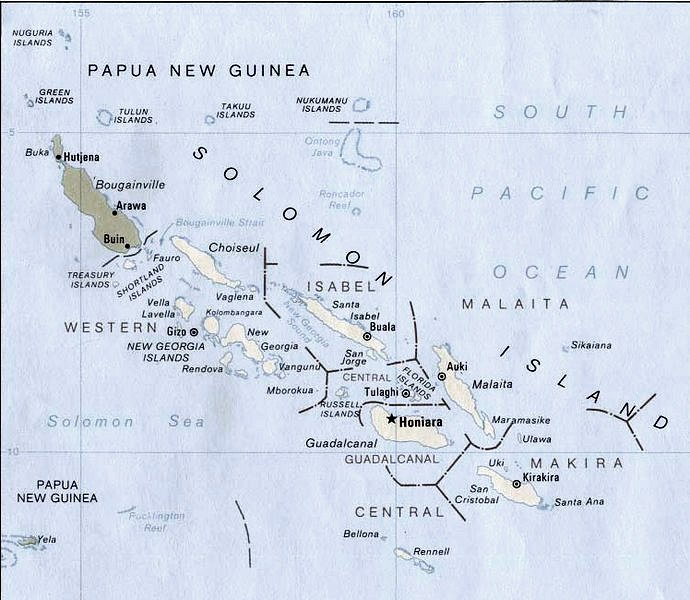
Îles Salomon
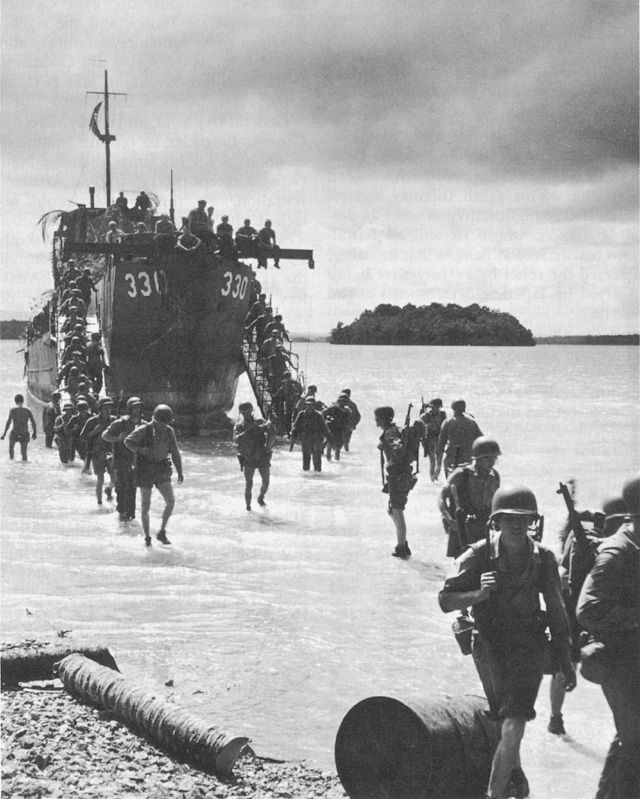
Soldats américains débarquant d'un Landing Craft Infantry en Nouvelle-Géorgie en juillet 1943.